# 채터누가 FC
채터누가 FC(영어: Chattanooga Football Club)는 미국 테네시주 채터누가를 연고로 하는 축구단으로 2024년부터 MLS 넥스트 프로에 참가하고 있으며 현재 핀리 스타디움을 홈 구장으로 사용하고 있다.

## 선수 명단

### 현역
참고: FIFA 자격 규정에 따라 소속된 국가대표팀 국기를 표시합니다. 선수는 복수의 FIFA 비회원국 국적을 가지고 있을 수 있습니다.
| 번호 | 포지션 | 국적     | 이름            |
| ---- | ------ | -------- | --------------- |
| 20   | DF     | 콜롬비아 | 두반 비아파라   |
| 33   | MF     | 잉글랜드 | 알렉스 맥그라스 |

| 번호 | 포지션 | 국적 | 이름 |
| ---- | ------ | ---- | ---- |